# 認知架構
認知架構指的是一種人类心灵结构的理论，也可以指這種心灵结构理論在人工智慧（AI）及计算认知科学领域中的计算實作。認知架構的一項主要目标是在全面的计算机模型中，总结认知心理学的各种结果。但是這些结果必须形式化，能夠作为计算机程序的基础。這種形式化模型可进一步完善認知理論，并且可更直接地作为商用模型。成功的認知架構包括ACT-R (思想适应性控制-理性）及Soar。
创意技术研究所将認知架構定义为：“ 一個產生思維的固定結構假設(無論是在自然系統還是人工系統中)，該假設也說明了這些固定結構是如何與架構中所包含的知識和技能協同工作，從而在複雜環境的多樣性中，產生智慧行為。」

## 历史
人工智慧领域的创始人之一赫伯特·西蒙表示，他的学生愛德華·費根鮑姆於1960年发表的论文EPAM提出了一种可能的“認知架構” ，因为該論文涵蓋了人類思維的多個基本环节如何運作的貢獻。（以EPAM為例，包含了人類的记忆和学习）。 
安德森于1970年代初期开始研究人类记忆，他与戈登·鲍尔在1973年發表的論文為人類聯想記憶提供了理論依據。 安德森将更多他對长期记忆和思维过程的研究觀點，纳入了这项研究，并最终设计了一个称为ACT的认知架構。安德森和他的学生受到艾伦·纽厄尔使用“認知架構”一词的影响，安德森的实验室使用该术语来指代一系列论文和设计所体现的ACT理论（当时还没實現ACT）。 
1983年，安德森出版了该领域的开创性著作《认知架构》，內容可以分為认知理论和理论實踐。認知理論概述了大腦各個部分的結構，也描述了使用规则、联想网络及其他方面。认知架构在電腦上实现了该理论，而用于实现认知架构的軟體也是“认知架构”。因此，认知架构也可以表示智慧代理的蓝图，它提出了（人工的）计算过程，而这些过程如同某些认知系统，最常見的就是像人一樣，或是說在某种定义下表现得較聪明 。认知架构是通用架構代理的一个子集。术语“架构”表示一种方法，该方法不只尝试对行为建模，而且还对建模系统的结构特性进行建模。 

## 区别
认知架构可以是符号的、联结主义或混合的 。某些认知架构或模型是基于一组通用规则，舉例來說，可使用資訊處理語言（例如，基于統一認知理論的Soar，或类似的ACT-R ）。在这些架构中，有许多架构是基於「思維就像計算機」的類比。相反地，子符號处理（联结主义）不事先指定任何此类规则，而是依赖于处理单元（例如节点）的浮現特性。混合架構則结合了两种类型的处理（例如CLARION、LIDA）。进一步的区别是認知架構是集中式还是分散式，也就是有沒有將处理器的神经关联置於其核心。分散式的特點在1980年代中期以分散式平行處理（Parallel distributed processing，PDP）和联结主义的名义流行起来 ，神经网络就是一个很好的例子。此外，另一个设计问题是要如何在整體論、原子論或更具体的模块化结构之间做出取捨，同樣地，這會扩展到知识表徵问题。
在传统人工智慧中，通常以自上而下的方式撰寫智慧的程式：「儘管許多傳統的AI系統也是為了學習而設計的（比如提高他們玩遊戲或解決問題的能力），但程式設計師是創造者，他們會創造一些東西，並賦予其智慧。」另一方面，仿生计算有时会采用自下而上設計、分散（去中心化）的方法。仿生技術通常會指定一组简单的通用规则或一组简单节点的方法，从这些节点的交互作用中浮現出整體行為。我們會希望增加複雜性，直到最终结果的複雜度足夠显着为止（请参阅复杂系统）。不過，自上而下設計的系統也可以说是以不同的方式受到生物學啟發，雖然這樣的系統是基於對人類和其他動物行為的觀察，而非基於對大腦機制的觀察。 

## 著名範例
姆索諾維奇（Samsonovich）等人在2010年对已实作的认知架构进行全面回顧。，並可作为線上儲存庫使用。以下是一些著名的认知架构，按字母排序： 
- 4CAPS
- 4D-RCS参考模型架構
- ACT-R
- ALifeE
- Apex
- ASMO
- Behaviour Oriented Design
- CHREST
- CLARION
- CMAC
- CMatie
- Copycat
- DUAL
- DUAL PECCS
- EPIC
- FORR
- GAIuS
- Genie
- Google DeepMind
- Holographic associative memory
- H-Cogaff
- HTM (階層式時間記憶)
- CoJACK
- IDA and LIDA
- Memory Networks
- MANIC
- MIDCA
- PreAct
- PRODIGY
- PRS
- Psi理論
- R-CAST
- Sigma
- Spaun (Semantic Pointer Architecture Unified Network)
- Soar
- 心智社會、情感機器（英语：The Emotion Machine）
- 稀疏分布式記憶
- Sparsey
- 包容式架构（英语：Subsumption architectures）
- QuBIC
- TinyCog
- Vector LIDA
- VisNet